# Planeacanista japonica
Planeacanista japonica là một loài bọ cánh cứng trong họ Cerambycidae.